# En helt vanlig familj
En helt vanlig familj is een Zweedse serie op Netflix, gebaseerd op de gelijknamige roman van Mattias Edvardsson. De hoofdrollen worden gespeeld door Alexandra Karlsson Tyrefors, Björn Bengtsson en Lo Kauppi. De serie telt zes afleveringen en volgt de fictieve gebeurtenissen voor en na de moord op de 32-jarige ondernemer Christoffer 'Chris' Olsen.
De serie telt 1 seizoen dat minder dan vijf uur duurt en uitgebracht werd op 24 november 2023.

## Synopsis
En helt vanlig familj volgt hoe het leven van een normaal gezin in Lund, bestaande uit Stella, Adam en Ulrika Sandell, verandert wanneer een moord bewijst hoe ver het gezin gaat om elkaar te beschermen.

## Cast

### Hoofdrollen
| Acteur                      | Personage                 |
| --------------------------- | ------------------------- |
| Alexandra Karlsson Tyrefors | Stella Sandell            |
| Christian Fandango Sundgren | Christoffer 'Chris' Olsen |
| Björn Bengtsson             | Adam Sandell              |
| Melisa Ferhatovic           | Amina Besic               |
| Lo Kauppi                   | Ulrika Sandell            |

### Bijrollen
| Acteur                 | Personage         |
| ---------------------- | ----------------- |
| Håkan Bengtsson        | Mikael Blomberg   |
| Vera Olin              | Louise            |
| Cedomir Glisovic       | Nalle             |
| Rasmus Troedsson       | John Alverland    |
| Moa Gammel             | Jenny Jandsdotter |
| Christoffer Willén     | Robin Kjellander  |
| Sara Chaanhing Kennedy | Alexandra Besic   |
| Pablo Leiva Wenger     | Dino Basic        |
| Eva Westerling         | Kerstin Böstro    |

## Afleveringen
| Nr. | Titel         | Regisseur     | Schrijver(s)               | Originele uitzenddatum |
| --- | ------------- | ------------- | -------------------------- | ---------------------- |
| 1 | Chapter One   | Per Hanefjord | Hans Jörnlind & Anna Platt | 24 november 2023       |
| Vier jaar na de verkrachting van de 15-jarige dochter Stella keren de Sandells terug in het normale leven totdat er een moord wordt gepleegd waarvan Stella de hoofdverdachte is |               |               |                            |                        |
| 2 | Chapter Two   | Per Hanefjord | Hans Jörnlind & Anna Platt | 24 november 2023       |
| Terwijl de ondervragingen bezig zijn, kiezen de Sandells ervoor de waarheid te verbergen over wat er de avond van de moord is gebeurd. Adam, die zijn positie als predikant van de Zweedse Kerk gebruikt, gaat op onderzoek uit maar trekt zich snel terug als hij wordt gewantrouwd. |               |               |                            |                        |
| 3 | Chapter Three | Per Hanefjord | Hans Jörnlind & Anna Platt | 24 november 2023       |
| Stella doet een schokkende onthulling bij Chris' appartement. Ulrika gebruikt haar positie als aanklager om informatie van binnenuit te verkrijgen. |               |               |                            |                        |
| 4 | Chapter Four  | Per Hanefjord | Hans Jörnlind & Anna Platt | 24 november 2023       |
| Ulrika plant een diner met de familie Besic om meer bewijs te krijgen, maar gaat te ver. Stella praat met haar psycholoog en begint over haar jeugdtrauma. |               |               |                            |                        |
| 5 | Chapter Five  | Per Hanefjord | Hans Jörnlind & Anna Platt | 24 november 2023       |
| Ulrika praat met Amina en beslist om te doen wat er ook maar nodig is om haar gezin te beschermen. Adam gaat Robin te lijf, maar wordt niet aangeklaagd voor zijn daad. Stella voelt zich schuldig over het feit dat ze zich vier jaar eerder niet verzet heeft.                      |               |               |                            |                        |
| 6 | Chapter Six   | Per Hanefjord | Hans Jörnlind & Anna Platt | 24 november 2023       |
| De rechtszaak vindt plaats. Amina treedt op als getuige en vertelt de jury wat er heeft plaatsgevonden op de avond van de moord. Stella wordt niet aangeklaagd voor moord en wordt vrijgelaten.                                                                                       |               |               |                            |                        |

## Productie
De serie werd aangekondigd in 2022. De opnames vonden voornamelijk plaats in Lund. Enkele scènes werden in Stockholm opgenomen.